# Friedrich von Wetzlar-Plankenstern
Friedrich Reichsfreiherr von Wetzlar-Plankenstern (* 22. Mai 1857 in Cilli; † 2. September 1925 in Klagenfurt) war Bürgermeister der Landeshauptstadt Klagenfurt.

## Leben
Friedrich von Wetzlar-Plankenstern wurde in der Krain geboren, sein Vater war Verkehrschef der k. k. privaten Südbahngesellschaft in Klagenfurt. Friedrich Wetzlar kam in den Finanzdienst und wurde 1898 Landeszahlamtskontrolleur und ging unverehelicht als Finanzlandes-Kassendirektor in Pension.
1906 wurde er Gemeinderat und Finanzreferent in Klagenfurt und engster Mitarbeiter von Bürgermeister  Gustav von Metnitz, dessen Nachfolger er 1916 mitten in der Zeit des Ersten Weltkrieges wurde. 
In seiner Amtszeit kam es zum Ausbau der städtischen Lebensmittelversorgung und der Sicherung der Verbrauchsgüter. Sechzehn Glocken und das Kupferdach der Stadtpfarrkirche wurden eingeschmolzen und Schulen wurden in Lazarette umgewandelt.
1917 kam es zur Gründung des Diözesanmuseums in Klagenfurt, des Verschönerungsvereins sowie der Hotelsanierungskommission. Im selben Jahr wurde das Rosenbergpalais als neues Klagenfurter Rathaus angekauft. 
Nach dem Zusammenbruch der Monarchie und dem Ende des Weltkrieges kam es in Kärnten zum Abwehrkampf. Klagenfurt war kurze Zeit von jugoslawischen Truppen besetzt. Am 10. Oktober 1920 feierte man das Abstimmungsergebnis und den Verbleib Südkärntens bei Österreich. Das Ergebnis wurde am 14. Oktober durch Kapitän Albert Peter-Pirkham in Gegenwart des Landesverwesers, des Landesrates, des Vorstandes des Kärntner Heimatdienstes, des Gemeinderates sowie von Bürgermeister Wetzlar verlesen. Während der Budgetverhandlungen am 4. Januar 1921 kam es zum Zusammenbruch des Gemeinderates, da der Bürgermeister die Barmittel für die Gehälter der Gemeindebediensteten nicht aufbringen konnte. Wetzlar trat daraufhin zurück.
Friedrich von Wetzlar-Plankenstern verstarb am 2. September 1925, er war der erste Klagenfurter Bürgermeister in der Zeit der Republik.

## Belege
- Eduard Skudnigg: Die freigewählten Bürgermeister von Klagenfurt. In: Gotbert Moro (Hrsg.): Die Landeshauptstadt Klagenfurt. Aus ihrer Vergangenheit und Gegenwart. Band 2. Klagenfurt 1970, S. 313.
- Bürgermeister seit 1850 auf der Website der Stadt Klagenfurt

| Vorgänger          | Amt                                    | Nachfolger          |
| ------------------ | -------------------------------------- | ------------------- |
| Gustav von Metnitz | Bürgermeister von Klagenfurt 1916–1921 | Friedrich Wolsegger |

| Personendaten    | Personendaten                                                           |
| ---------------- | ----------------------------------------------------------------------- |
| NAME             | Wetzlar-Plankenstern, Friedrich von                                     |
| ALTERNATIVNAMEN  | Wetzlar-Plankenstern, Friedrich Reichsfreiherr von (vollständiger Name) |
| KURZBESCHREIBUNG | österreichischer Adliger, Beamter, Politiker                            |
| GEBURTSDATUM     | 22. Mai 1857                                                            |
| GEBURTSORT       | Cilli                                                                   |
| STERBEDATUM      | 2. September 1925                                                       |
| STERBEORT        | Klagenfurt                                                              |